# Malin Aune
Malin Aune (Ranheim, 4 maart 1995) is een Noorse handbalspeler, die deel uitmaakt van de Noorse nationale ploeg.

## Carrière

### Club
Malin Aune begon op achtjarige leeftijd met handbal bij Ranheim IL in haar geboorteplaats. Vanaf 2012 speelde de recherhoekspeler voor het tweedeklasser Selbu IL. Twee jaar later tekende ze een contract bij eersteklasser Oppsal IF. Vanaf het seizoen 2017/18 speelde de linkshandige Aune voor topclub Vipers Kristiansand.
Met de Vipers won ze in 2017 en 2019 de Norgesmesterskap, de Noorse bekercompetitie en in 2018, 2019, 2020 en 2021 het Noorse kampioenschap. Ook won ze met Vipers in 2021 de EHF Champions League in 2021.
Na dat seizoen maakte ze de overstap naar de Roemeense eersteklasser CSM Boekarest. Met Boekarest won ze in 2022 het Roemeense bekertoernooi.

### Nationaal team
Aune speelde 38 wedstrijden voor het Noorse jeugdteam en 34 keer voor het nationale juniorenteam. Met deze nationale teams nam ze deel aan het Europees Kampioenschap U-17 2011, het Wereldkampioenschap U-18 2012, het Europees Kampioenschap U-19 2013 en het Wereldkampioenschap U-20 2014. Ze won de bronzen medaille op het U-17 EK en het U-18 Wereldkampioenschap. Op 19 maart 2015 maakte ze haar debuut voor de Noorse nationale ploeg in een wedstrijd tegen Polen. Aune won in 2016 het EK met Noorwegen. Ze vertegenwoordigde Noorwegen op het EK 2018. In 2020 won ze haar tweede titel in haar derde optreden op het EK. Ze scoorde 12 goals tijdens het toernooi. In 2021 won ze met Noorwegen het WK. Voor de Olympische Spelen in dat jaar was ze aangewezen als reserve.